# Le avventure di un matematico
Le avventure di un matematico (Geniusze) è un film del 2020 diretto da Thorsten Klein. Seguendo la vita del matematico ebreo polacco Stanisław Ulam il film tratta del Progetto Manhattan e della questione morale dell'uso delle armi nucleari.

## Trama
Nel 1941 Stanisław Ulam insegna all'Università di Harvard dove risiede insieme al fratello Adam grazie ad una borsa di studio.
Quando la sua borsa non viene rinnovata il suo amico John von Neumann lo invita a partecipare al Progetto Manhattan a Los Alamos. Vi si trasferirà insieme alla moglie.
Durante il progetto si ritrova coinvolto sia nella realizzazione della bomba atomica sia del MANIAC I, primo calcolatore elettronico.
Ulam è consapevole che il risultato della sua ricerca accelererà la fine della seconda guerra mondiale, ma allo stesso tempo costerà la vita di migliaia di vite innocenti.

## Distribuzione
Il film, girato tra Potsdam e Lübbenau/Spreewald, è stato distribuito in Polonia dall'11 giugno 2021.